# Jan Koester
Jan Koester (* 29. Dezember 1953 in Braunschweig) ist ein deutscher Schauspieler, künstlerischer Sprecher, Wortregisseur in seiner eigenen Hörbuchedition, Theater- und Musikverlag NOA NOA.

## Leben
Koester wurde zehnjährig für den Film entdeckt und für die zentrale Rolle eines kränkelnden (West-)Berliner Kindes besetzt, das in dem Lustspiel Happy-End am Wörthersee zur Erholung nach Österreich geschickt wird. Danach folgte seine bekannteste Rolle, der Geißenpeter in Werner Jacobs’ Heidi, der österreichischen Verfilmung des berühmten Romans von Johanna Spyri. Danach sah man Koester als Harry in Jack Popplewells Spielplatz. 1970 übernahm er die Hauptrolle in dem kolportagehaften Jugendproblemfilm Engel, die ihre Flügel verbrennen unter der Regie von Zbyněk Brynych: „Zwei heranwachsende Kinder erschlagen die Liebhaber ihrer Mütter in einem Münchner Luxus-Hochhaus und begehen, in die Enge getrieben, Selbstmord“.
Nach Abschluss der Bühnenreifeprüfung spielte Jan Koester an den Münchner Kammerspielen, unternahm eine Theater-Tournee, war am Düsseldorfer Schauspielhaus, an der Bayerischen Staatsoper (Graf Thorn in Pendereckis Ubu Rex 1993–1995), Akademietheater München engagiert. übernahm diverse Theater-Gastrollen. 1980 spielte Jan Koester eine Doppelrolle Martellino/Minghino aus Boccaccios Decamerone in einer internationalen Koproduktion mit dem BR. Seine wichtigsten Regisseure waren Maximilian Schell (Stimme von John Moulder-Brown in seinem für den Oscar nominierten Debütfilm First Love (Erste Liebe nach Ivan Turgenev)), Wolfgang Petersen, Wolfgang Staudte, Helmut Dietl, Michael Verhoeven, Franz Seitz, Norbert Kückelmann, Oswald Döpke, August Everding, Thomas Bohn (Zwei Tatorts, SWR, NDR).
1995 rief Jan Koester mit der Schauspielerin Ernie Wilhelmi die NOA NOA Hörbuchedition ins Leben. Den Schwerpunkt bilden Hörspiele, Tondokumente und Publikationen von Hans-Christian Blech und Ernie Wilhelmi. Weitere Protagonisten: Achim Höppner, Ulrich Matthes, Jens Harzer, Hans Kremer, Siemen Rühaak, Stefan Hunstein, Jacques Breuer, Daniel Friedrich. Neben seinen Schauspielarbeiten arbeitet Jan Koester seit 1963 als Synchronsprecher, Sprecher bei den Rundfunkanstalten, in zahlreichen Filmen, als Hörbuchsprecher und Wortregisseur. Er synchronisierte Michael J. Fox in der Familienserie Jede Menge Familie und ist Voice-Over-Sprecher (Carlos Kleiber).

## Filmografie (Auswahl)
- 1964: Happy-End am Wörthersee (Happy-End am Attersee)
- 1964–1965: Unsere große Schwester (Fernsehserie, 13 Folgen)
- 1965: Heidi
- 1966: Spielplatz (TV)
- 1967: Blut floss auf Blendings Castle (TV)
- 1967: Das Kriminalmuseum (Fernsehserie) – Die Reisetasche
- 1968: Peter und Sabine
- 1968: Immer Ärger mit den Paukern
- 1970: Der Kommissar (Fernsehserie) – … wie die Wölfe
- 1970: Hurra, unsere Eltern sind nicht da
- 1970: Engel, die ihre Flügel verbrennen
- 1970: Frisch, fromm, fröhlich, frei
- 1974  Neugierig wie ein Kind
- 1972: Meine Tochter – Deine Tochter
- 1977: Planübung (TV)
- 1980: Decamerone (BR)
- 1982: Doktor Faustus
- 1982: Die weiße Rose
- 1983: Die Rückkehr der Träume (TV)
- 1983: Solidaritätsfilm für Amnesty International (Erster Preis in Cannes)
- 1985: Die Krimistunde (Fernsehserie, Folge 15, Episode: „Tonys Tod“)
- 1988: Der Fahnder (Regie: Max Färberböck)
- 1995: Tatort – Die Kampagne (SWR, NDR, Regie: Thomas Bohn)
- 1995: Forsthaus Falkenau – Die Intrige
- 1998: Forsthaus Falkenau – Liebe auf den ersten Blick
- 2003: Tatort – Harte Hunde
- 2011: Ich habe es dir nie erzählt (ZDF)
- 2013: Der Doppelmörder von Krailling (Sat 1)
- 2013: Die Habsburger (Rolle: Hermann Göring) (ZDF)